# Adenanthos venosus
Adenanthos venosus är en tvåhjärtbladig växtart som beskrevs av Meissn.. Adenanthos venosus ingår i släktet Adenanthos och familjen Proteaceae. Inga underarter finns listade i Catalogue of Life.